# Rhacophorus borneensis
Espèce
Rhacophorus borneensis est une espèce d'amphibiens de la famille des Rhacophoridae.

## Répartition
Cette espèce est endémique de Malaisie orientale. Elle se rencontre au Sabah et dans le parc national de Batang Ai au Sarawak.

## Étymologie
Son nom d'espèce, composé de borne[o] et du suffixe latin -ensis, « qui vit dans, qui habite », lui a été donné en référence au lieu de sa découverte, Bornéo.

## Publication originale
- Matsui, Shimada & Sudin, 2013 : A new gliding frog of the genus Rhacophorus from Borneo. Current Herpetology, vol. 32, no 2, p. 112-124.